# Jan Halvarsson
Jan Ivar Halvarsson, detto Janne (Östersund, 26 dicembre 1942 – Hammerdal, 5 maggio 2020), è stato un fondista svedese.

## Palmarès

### Olimpiadi invernali
- Argento a Grenoble 1968 nella staffetta 4 × 10 km.

### Mondiali
- Bronzo a Vysoké Tatry 1970 nella staffetta 4 × 10 km.